# Wallenried FR

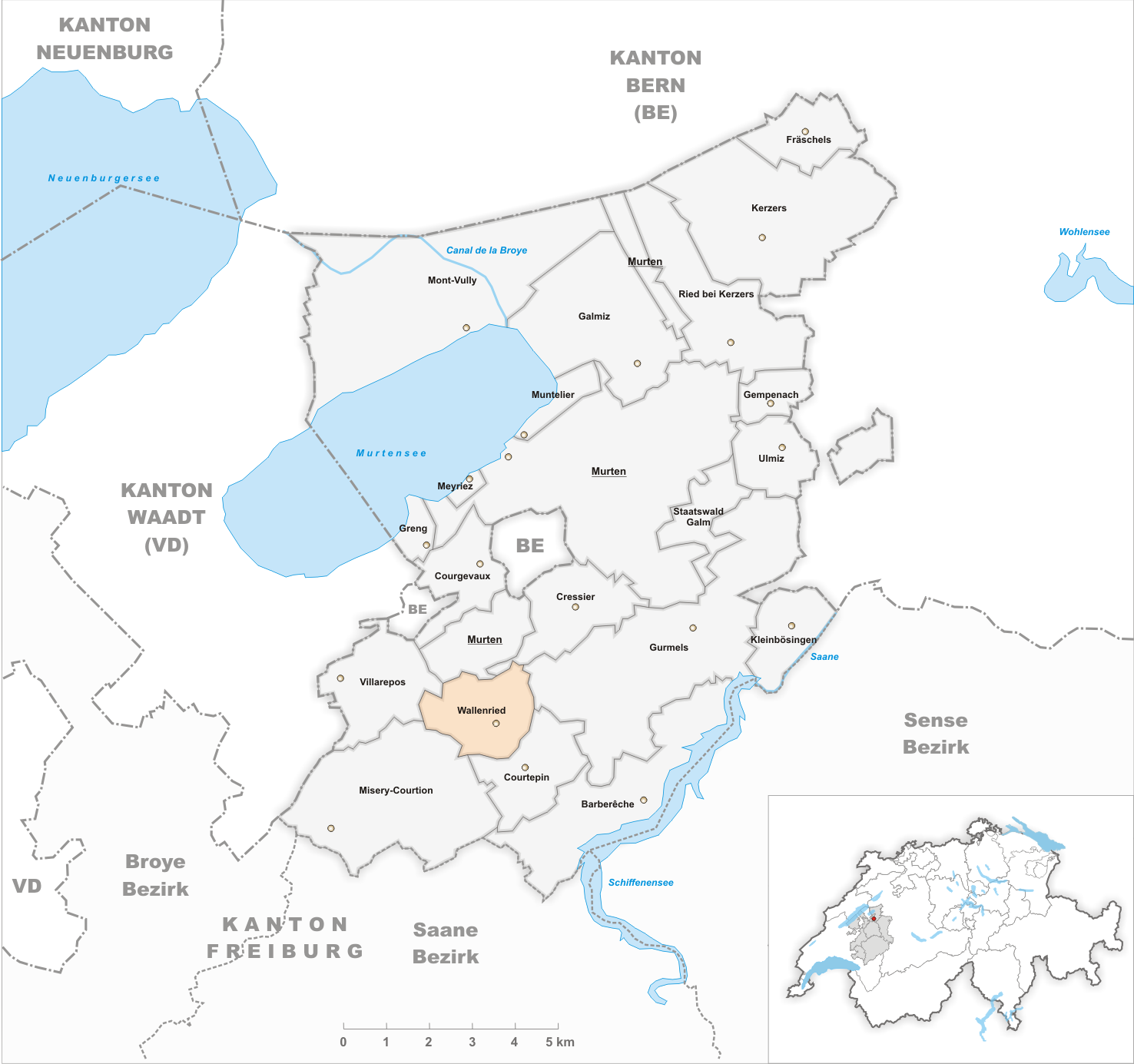
Gemeindestand vor der Fusion am 1. Januar 2017

| FR ist das Kürzel für den Kanton Freiburg in der Schweiz. Es wird verwendet, um Verwechslungen mit anderen Einträgen des Namens Wallenried zu vermeiden. |

Wallenried (französisch Esserts (Lac); Freiburger Patois Essechàⓘ) war bis zum 31. Dezember 2016 eine politische Gemeinde im Seebezirk (französisch: District du Lac) des Kantons Freiburg in der Schweiz. Trotz der mehrheitlich französischsprachigen Bevölkerung besitzt die Gemeinde offiziell einen deutschen Namen. Am 1. Januar 2017 fusionierte Wallenried mit den ehemaligen Gemeinden Barberêche und Villarepos zur neuen Gemeinde Courtepin.

## Geographie
Wallenried liegt auf 559 m ü. M., sechs Kilometer südlich des Bezirkshauptortes Murten (Luftlinie). Das Dorf erstreckt sich in einer Geländemulde im Quellgebiet des Ruisseau des Echelles (rechter Seitenbach des Chandon), im Molassehügelland des nördlichen Freiburger Mittellandes.
Die Fläche des 3,9 km² grossen ehemaligen Gemeindegebiets umfasst einen Abschnitt der vom eiszeitlichen Rhonegletscher überformten Molassehöhen zwischen dem Murtensee im Nordwesten und dem Saanetal im Osten. Der zentrale Teil des Gebietes wird von der breiten Mulde des Ruisseau des Echelles eingenommen. Diese wird im Süden von den Hügeln Epenay (577 m ü. M.) und Zudalla (mit 611 m ü. M. der höchste Punkt von Wallenried), im Osten vom Bois des Râpes (602 m ü. M.) und dem Sattel zum Biberental, im Norden von der Höhe des Oberholzes umgeben. Nach Westen tieft sich das Tal des Baches allmählich in die Molasseschichten ein, wobei aus Süden zwei weitere Bäche, darunter jener aus dem Creux-Maringou, zufliessen. Von der Gemeindefläche entfielen 1997 13 % auf Siedlungen, 18 % auf Wald und Gehölze und 69 % auf Landwirtschaft.
Zu Wallenried gehören einige Einzelhöfe. Nachbargemeinden von Wallenried waren Murten, Cressier, Gurmels, Courtepin, Misery-Courtion und Villarepos.

## Bevölkerung
Mit 455 Einwohnern (Stand 31. Dezember 2016) gehörte Wallenried zu den kleinen Gemeinden des Kantons Freiburg. Von den Bewohnern sind 53,5 % französischsprachig, 43,6 % deutschsprachig, und 0,6 % sprechen Italienisch (Stand 2000). Die Bevölkerungszahl von Wallenried belief sich 1910 auf 299 Einwohner. Im Verlauf des 20. Jahrhunderts pendelte die Bevölkerungszahl im Bereich zwischen 240 und 300 Einwohnern. Erst seit 1980 (244 Einwohner) wurde ein deutliches Bevölkerungswachstum verzeichnet.
Einwohnerzahlen: Volkszählungsdaten

## Wirtschaft
Wallenried war bis in die zweite Hälfte des 20. Jahrhunderts ein vorwiegend durch die Landwirtschaft geprägtes Dorf. Noch heute haben der Ackerbau, der Obstbau und die Viehzucht einen wichtigen Stellenwert in der Erwerbsstruktur der Bevölkerung. Weitere Arbeitsplätze sind im lokalen Kleingewerbe und im Dienstleistungssektor vorhanden. Wallenried ist Standort eines Golfplatzes. In den letzten Jahrzehnten hat sich das Dorf auch zu einer Wohngemeinde entwickelt. Viele Erwerbstätige sind deshalb Wegpendler, die hauptsächlich in den Regionen Freiburg und Murten arbeiten.

## Verkehr
Die Gemeinde liegt abseits der grösseren Durchgangsstrassen, ist aber von Courtepin leicht erreichbar. Durch die TPF-Linie 546 von Murten nach Courtepin ist Wallenried an das Netz des öffentlichen Verkehrs angebunden. Der Bahnhof Courtepin an der Eisenbahnlinie Freiburg-Murten befindet sich rund 1 km vom Ortskern entfernt.

## Geschichte
Die erste urkundliche Erwähnung des Ortes erfolgte 1337 unter dem Namen Essert. Von 1498 ist die deutsche Version Ried überliefert. Seit dem 17. Jahrhundert hiess das Dorf Wallenried. Seit dem Mittelalter bildete Wallenried eine kleine Herrschaft, die im Lauf der Zeit zahlreiche Besitzerwechsel erfuhr und 1729 an die Familie Castella gelangte.
1442 kam das Dorf durch Kauf unter die Herrschaft von Freiburg und gehörte fortan zur Alten Landschaft (Spitalpanner). Nach dem Zusammenbruch des Ancien Régime (1798) gehörte Wallenried während der Helvetik und der darauf folgenden Zeit zum Distrikt Freiburg und ab 1831 zum Deutschen Bezirk Freiburg, bevor es 1848 mit der neuen Kantonsverfassung in den Seebezirk eingegliedert wurde.

## Sehenswürdigkeiten
Die Dorf- und Schlosskapelle wurde 1760 von Rodolphe de Castella zum Dank an seinen Sieg in Wesel gestiftet. Ursprünglich als private Schlosskapelle erbaut, bald auch als Dorfkirche zugänglich, dokumentiert dieses Gotteshaus das Zusammenleben der Schlossherrschaft mit der umliegenden Bevölkerung. Das Schloss Wallenried ist ein im 18. Jahrhundert erbautes rechteckiges Herrenhaus, das 1824 umgebaut und vergrössert wurde. Dazu gehörten drei Aussenhöfe, wovon der grösste heute zu einem Golfplatz umgenutzt ist.

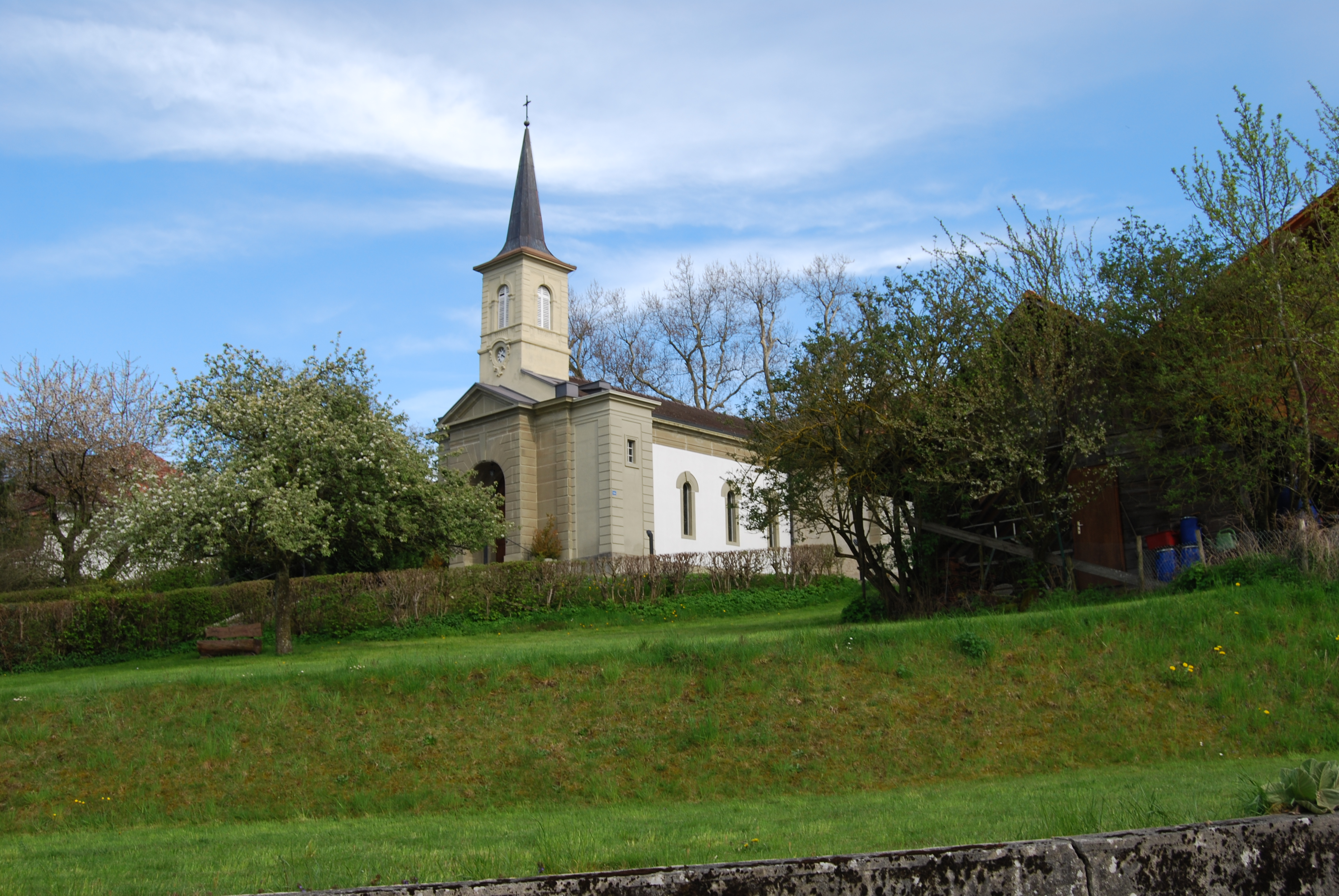
Kirche
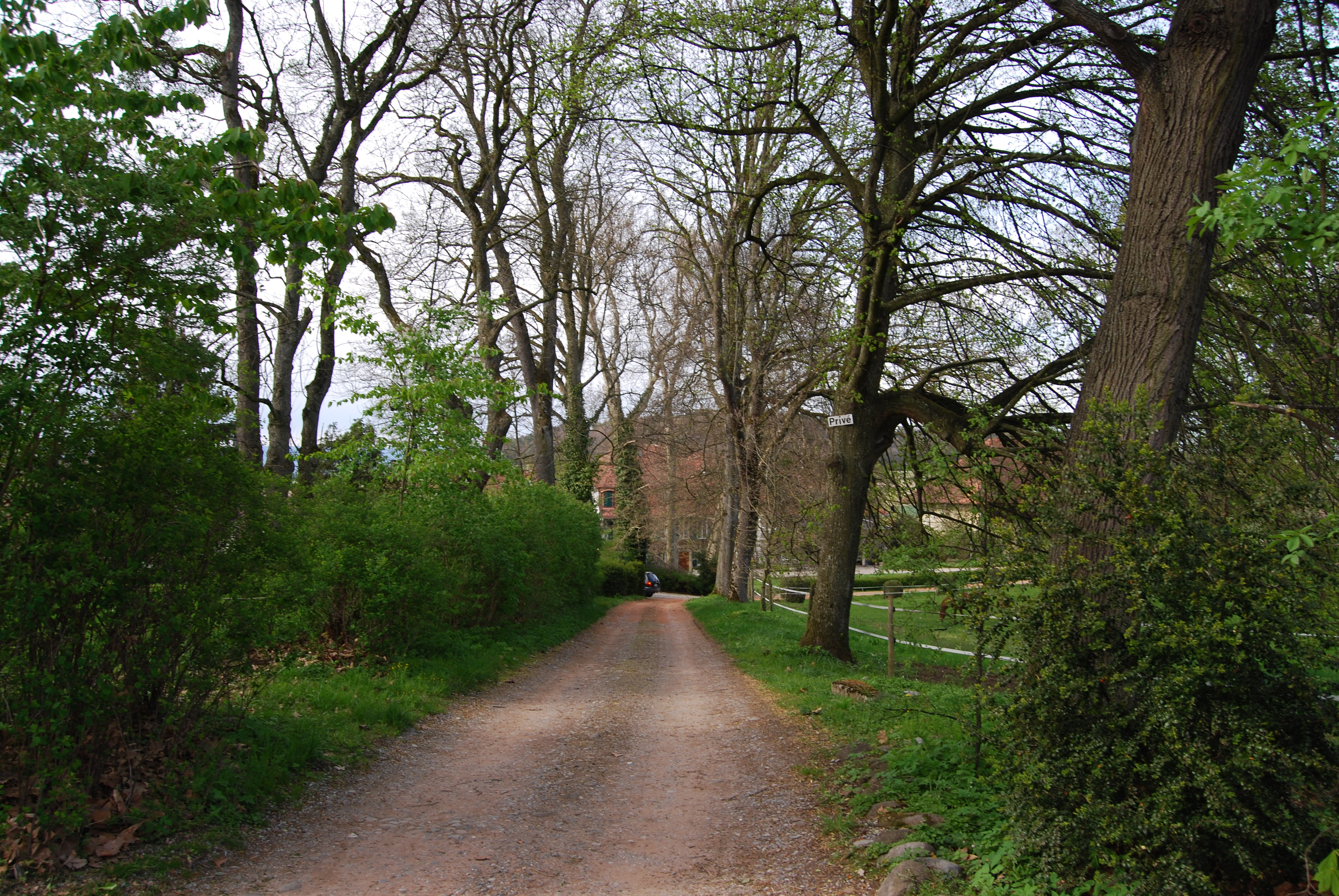
Schlosspark